# Habitatge al carrer Sant Agustí, 24 (Mataró)
L'Habitatge al carrer Sant Agustí, 24 és una obra modernista de Mataró (Maresme) protegida com a Bé Cultural d'Interès Local.

## Descripció
Casa entre mitgeres de planta baixa i dues plantes pis que forma conjunt amb la casa núm. 26. La planta baixa està aixecada respecte el nivell del carrer. La façana presenta un sòcol amb obertures de ventilació, un portal d'accés i finestra en planta baixa, i un balcó corregut fent partió amb la casa veïna al primer pis. Hi ha un finestral al segon pis. El coronament de l'edifici accentua la sinuositat de l'acroteri. Les obertures són amb arcs carpanells excepte la del segon pis que es tracta d'una finestra geminada amb arc escarser.

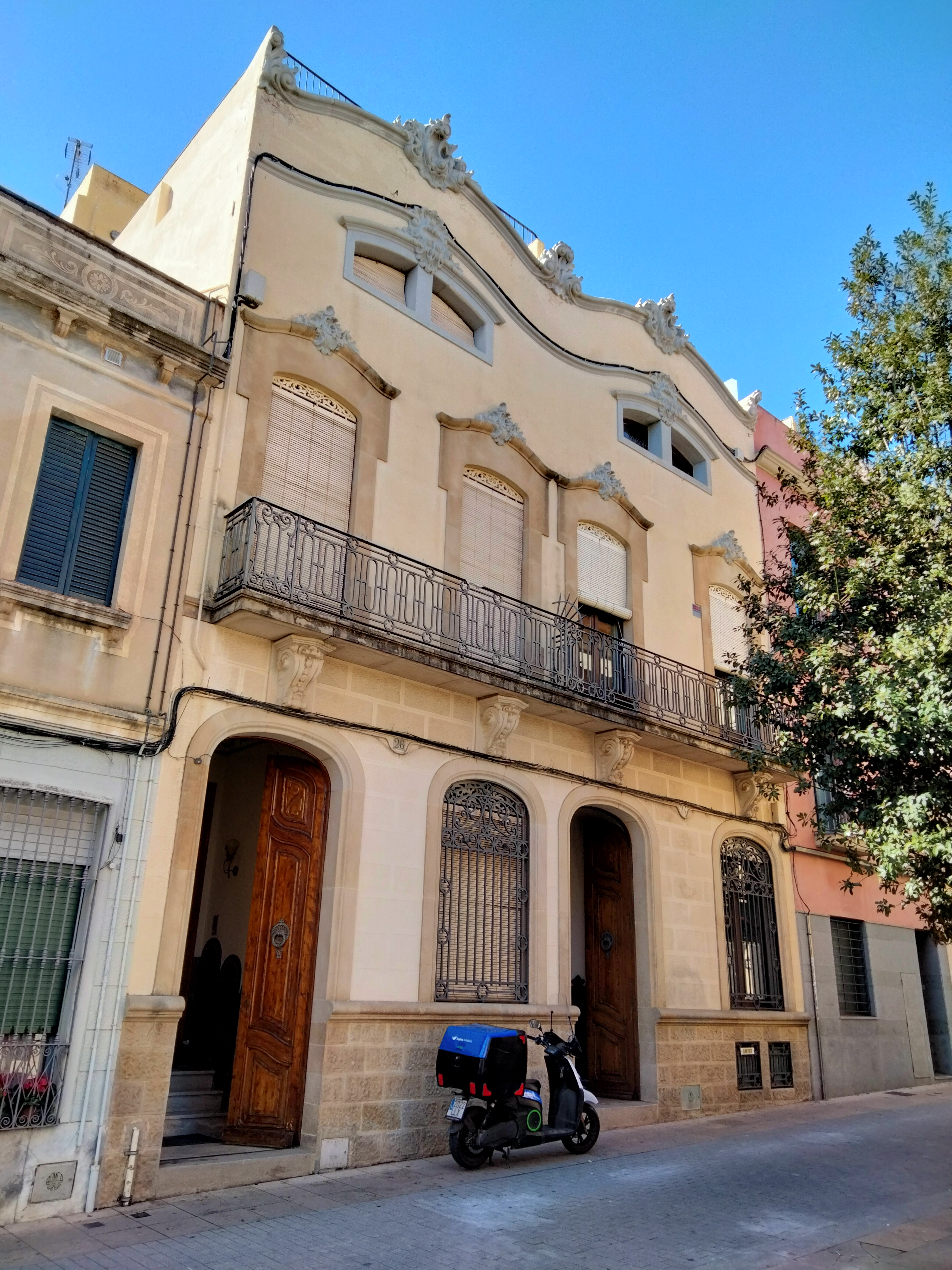
Les cases bessones del número 24 i 26 del carrer de Sant Agustí

Diversos elements florals esculpits ornamenten la façana que presenta un estucat picat a carreu en planta baixa i un estucat lliscat a les plantes superiors. A l'interior destaca l'escala, vidrieres, safareig i els sostres d'algunes sales.